# Otodontidae
Otodontidae (лат.) — семейство вымерших акул из отряда ламнообразных, живших с раннего мела по плиоцен или плейстоцен. Характеризуются крупными, широкими, толстыми зубами, предназначавшимися для разрывания добычи. Коронки зубов мощные, с цельными краями или зазубренные; шейки с внутренней стороны высокие, широкие.
Существовавшая с мела по эоцен Cretalamna является предком более продвинутого Otodus или, по крайней мере, близким родственником его непосредственного предка. Миоценовая Megalolamna обладает уникальной мозаикой признаков Cretalamna и Otodus, поэтому дальнейшее изучение её остатков может прояснить статус отдельных родов Otodontidae. При этом крупная неогеновая акула мегалодон, исторически рассматриваемая в составе Carcharocles, Megaselachus или Procarcharodon (в более старой литературе — в роде Carcharodon), может относиться к роду Otodus.

## Классификация
Семейство выделил советский палеонтолог Леонид Сергеевич Гликман в своём труде «Акулы палеогена и их стратиграфическое значение» (1964).
Согласно данным сайта Paleobiology Database, на март 2022 года к семейству относят 7 вымерших родов:
- Cretalamna Glikman, 1958
- Kenolamna Siversson et al., 2015
- Megalolamna Shimada et al., 2017
- Megaselachus Glyckman, 1964
- Otodus Agassiz, 1838
- Palaeocarcharodon Casier, 1960
- Parotodus Cappetta, 1980